# 윌버트 로빈슨
윌버트 로빈슨(Wilbert Robinson, 1863년 6월 29일 ~ 1934년 8월 8일)는 19세기 말, 20세기 초 메이저 리그 야구 선수이다. 선수 시절에는 주로 포수로 뛰었고, 코치, 감독도 여러 번 맡았다. 1945년 미국 야구 명예의 전당에 입성했다.